# Новый мост (Киров)
Новый мост — мост через реку Вятку в городе Кирове. Расположен в Октябрьском районе. В левобережной части подъездной тракт к мосту в районе завода «Авитек» переходит в улицу Дзержинского. В правобережной части у моста начинается автодорога Киров — Сыктывкар.

## История
Работы по строительству нового моста начались в 1986 году как часть планируемой объездной автодороги, идущей в обход городской черты Кирова и продолжались с перерывами больше 10 лет. Из-за финансовых трудностей продолжение строительства объездной автодороги было отложено, а транспортный поток был направлен через улицу Дзержинского и далее по улице Луганской. При подготовке строительства для автодороги перед мостом были перенесены более 30 садовых участков, вырыт котлован на месте лыжного спуска перед Филейской горой. Кроме того, был полностью засыпан выход протоки Курьи в Вятку, что привело к повышению уровня воды и превращения её в фактически в стоячий водоем.
Официально мост был открыт 19 октября 1998 года (хотя к тому моменту он уже фактически использовался). После сдачи моста в эксплуатацию прилегающая территория карьеров и прудов стала доступна для массового отдыха, что в короткие сроки привело к её загрязнению.
В 2007—2009 годах в связи с реконструкцией Старого моста, Новый мост принял весь грузовой транспортный поток, будучи единственной переправой через Вятку в районе города.
Во второй половине июля 2010 года за мостом (на правом берегу Вятки) была сдана двухуровневая автомобильная развязка.